# Liste der Herzöge von Lothringen

## Herzöge von Lothringen
- Gebhard, Graf im Rheingau († 910), um 904 Herzog von Lothringen (Konradiner).
- 910–923 ging Lothringen an den westfränkischen König Karl III. der Einfältige: Einsetzung von Reginhar I. (Reginare), 910–915, ab 915/916 Pfalzgraf Wigerich von Lothringen (Wigeriche).
- Eberhard von Franken 926–928 (Konradiner).
- Giselbert, Graf im Maasgau zwischen 928/929 und 938/939 (Reginare).
- Heinrich I. von Bayern nur 940 bezeugt (Liudolfinger).
- Heinrich († 944), Sohn Giselberts, als Minderjähriger Mitherzog 940–944 (Reginare).
- Otto von Verdun, Graf von Verdun († 944), Herzog von Lothringen zwischen 942 und 944 (Wigeriche).
- Konrad, der Rote, Graf in Franken († 955), Herzog von Lothringen zwischen 945 und 953 (Salier).
- Brun, Erzbischof von Köln († 965), Herzog von Lothringen 953–965 (Liudolfinger).

## Herzöge von Niederlothringen
Da die Herzöge von Niederlothringen oftmals andere Herrschaften innehatten, kann die Zählweise variieren.
- Gottfried I. von Jülich, dux († 964) (Matfriede)
- Richar, comes († 972)
- Karl, 978–991 (Karolinger)
- Otto, 991–1005/1006 (Karolinger)
- Gottfried II., 1012–1023 (Wigeriche).
- Gotzelo I., 1023–1044 (Wigeriche).
- 1044–1046: vakant oder Gotzelo II. ?
- Friedrich II. von Luxemburg, 1046–1065 (Wigeriche).
- Gottfried III., der Bärtige, 1065–1069 (Wigeriche).
- Gottfried IV., der Bucklige, 1069–1076 (Wigeriche).
- Konrad von Franken, 1076–1088 (vicedux: Albert III. Graf von Namur)
- Gottfried V. von Bouillon, 1088–1100 (Wigeriche).
- Heinrich I. von Limburg, 1100–1106
- Gottfried VI. von Löwen, 1106–1128 (Reginare)
- Walram von Limburg, 1128–1139
- Gottfried VII. von Löwen, 1139–1142 (Reginare)
- Gottfried VIII. von Löwen, 1142–1190 (Reginare)
- Heinrich I. von Brabant, 1190–1235 (ab 1183/1184 schon Herzog von Brabant) (Reginare)

## Herzöge von Oberlothringen

### Wigeriche
Haus Bar:
- Friedrich I. von Bar, 959–978
- Dietrich I. von Bar, 978–1026/33
- Friedrich II. von Bar, 1019–1026 Mitregent
- Friedrich III. von Bar, 1027–1033

Haus Verdun:
- Gotzelo I., 1033–1044, vereint mit Niederlothringen.
- Gottfried der Bärtige, 1044–1046

### Matfriede, Haus Châtenois
Die Matfriede und das Haus Châtenois
- Adalbert, 1047–1048
- Gerhard, 1048–1070
- Dietrich II., 1070–1115
- Simon I., 1115–1139 (* um 1076; † 13. Januar 1139)
- Matthias I., 1139–1176
- Simon II., 1176–1206
- Friedrich (Ferry) I., 1206–1207
- Friedrich (Ferry) II., 1206–1213
- Theobald I., 1213–1220
- Matthäus II., 1220–1251
- Friedrich (Ferry) III., 1251–1303
  - Katharina von Limburg, Regentin 1251–1255
- Theobald II., 1303–1312
- Friedrich (Ferry) IV., 1312–1329
- Rudolf, 1329–1346
  - Isabella von Österreich, Regentin 1329–1331
- Johann I., 1346–1390
  - Marie de Châtillon, Regentin 1346–1361
- Karl II., 1390–1431[1]
- Isabella, † 1453, dessen Tochter, ⚭ 1420 René I. von Anjou, Graf von Guise, 1419 bzw. 1430 Graf von Bar, † 1480

### Jüngeres Haus Anjou
- René I., 1431–1453, 1434 von Kaiser Sigismund belehnt
- Johann II., 1453–1470
- Nikolaus I., 1470–1473
- Jolande, 1473–1483, ⚭ Friedrich II. von Vaudémont

### Haus Vaudémont
- René II., 1473–1508
- Anton II., 1508–1544, dessen Sohn
- Franz I., 1544–1545, dessen Sohn
- Karl III., 1545–1608, dessen Sohn[2]
  - Christina von Dänemark, Regentin 1545–1552
  - Nikolaus, Herzog von Mercoeur, Regent 1552–1559
- Heinrich II., 1608–1624, Sohn Karls III.
- Nicole, 1624 bis 21. November 1625, † 1657, dessen Tochter
- Karl IV., deren Ehemann, ab 1624 (uxor nomine), Sohn von Franz II.
- Franz II., 21.–26. November 1625, Bruder Heinrichs II., Herzog durch Beschluss der Generalstände, tritt nach fünf Tagen zurück
- Karl IV., ab 26. November 1625 aus eigenem Recht, tritt am 19. Januar 1634 zurück
- von 1634 bis 1697 regiert der König von Frankreich offen das Herzogtum Lothringen, zeitweise über eingesetzte Herzöge, zeitweise direkt
- Nikolaus II. Franz, 19. Januar bis 1. April 1634, Bruder Karls IV.
- 1634–1641 unter französischer Besatzung
- Karl IV., April bis Juli 1641 (2. Mal)
- 1641–1659 unter französischer Besatzung
- Karl IV., 1659–1670 (3. Mal), 1670–1675 titularisch
- 1670–1697 unter französischer Besatzung
- Karl V., 1675–1690, Sohn von Nikolaus II., Titularherzog
- Leopold, 1690–1697, dessen Sohn, Titularherzog, 1697–1729 aufgrund der Friedens von Rijswijk Herzog
- Franz III. Stephan, 1729–1736, dessen Sohn, 1736 Großherzog der Toskana, 1745 als Franz I. Kaiser des Heiligen Römischen Reiches, Ehemann von Kaiserin Maria Theresia

Nach dem Polnischen Thronfolgekrieg bringt der Frieden von Wien eine Einigung: der Kandidat der französischen Partei, Stanislaus I. Leszczyński, verzichtet auf die polnische Krone und erhält dafür Lothringen; auf dieses, nicht allerdings auf den Titel eines (Titular-)Herzogs von Lothringen, verzichtet wiederum Franz Stephan zugunsten der Toskana. Franz Stephan ging es dabei auch darum, die Zustimmung zur Ehe mit Maria Theresia (1736) zu erreichen. Ferner wird vereinbart, dass das Land nach dem Tod Leszczyńskis an Frankreich fällt, dies tritt 1766 ein. Der Titel eines Herzogs von Lothringen wird von den Nachkommen aus der Ehe Franz Stephans mit Maria Theresia, der Erbin des Hauses Habsburg (darunter die römisch-deutschen Kaiser ab Joseph II. und die österreichischen Kaiser) weiterhin geführt; diese bilden das Haus Habsburg-Lothringen.